# شنژن مدیا
شنژن مدیا (انگلیسی: Shenzhen Media) شرکت رسانه‌ای چینی است، که در سال ۲۰۰۴ تأسیس شد.